# عمر فاروق سوراک
عمر فاروق سوراک (انگلیسی: Ömer Faruk Sorak؛ زادهٔ ۲۷ آوریل ۱۹۶۴) کارگردان فیلم، و فیلم‌بردار اهل ترکیه است.
از فیلم‌ها یا برنامه‌های تلویزیونی که وی در آن نقش داشته‌است می‌توان به امتحان و G.O.R.A. اشاره کرد.